# Mindhunter (televizijska serija)
Mindhunter (hrv. Psihologija ubojica) je američka kriminalistička dramska televizijska serija čiji je autor Joe Penhall, a koja je temeljena na knjizi Mindhunter: Inside the FBI's Elite Serial Crime Unit autora Johna E. Douglasa i Marka Olshakera. U izvršnoj produkciji Penhalla, Davida Finchera, Charlize Theron i ostalih, serija je premijerno emitirana na televizijskoj kabelskoj mreži Netflix dana 13. listopada 2017. godine. U studenom iste godine serija Mindhunter obnovljena je za drugu sezonu.

## Radnja serije
Radnjom smještena u 1977. godinu (u rane dane kriminalne psihologije i kriminalnog profiliranja FBI-a), serija Mindhunter vrti se oko FBI agenata Holdena Forda (Jonathan Groff) i Billa Tencha (Holt McCallany) koji sa psihologinjom Wendy Carr (Anna Torv) obavljaju intervjue zatočenih serijskih ubojica kako bi pokušali razumjeti njihov način razmišljanja u nadi razrješenja još uvijek neriješenih policijskih slučajeva.

## Glumačka postava i likovi

### Glavni glumci
- Jonathan Groff kao Holden Ford[7] - specijalni agent FBI-a u odjelu za bihevioralnu znanost
- Holt McCallany kao Bill Tench[8] - specijalni agent FBI-a u odjelu za bihevioralnu znanost
- Hannah Gross kao Deborah "Debbie" Mitford[9] - Holdenova djevojka i studentica završne godine sveučilišta u Virginiji
- Anna Torv kao Wendy Carr[6] - profesorica psihologije i pritajena lezbijka koja očekuje stalno mjesto na sveučilištu u Bostonu
- Cotter Smith kao Shepard - voditelj FBI-jeve Akademije za obuku budućih agenata

### Sporedni glumci
- Stacey Roca kao Nancy Tench, Billova supruga
- Joe Tuttle kao detektiv Gregg Smith
- Alex Morf kao detektiv Mark Ocasek
- Joseph Cross kao Benjamin Barnwright
- Marc Kudisch kao Roger Wade
- Michael Park kao Peter Dean
- George R. Sheffey kao John Boylen
- Duke Lafoon kao detektiv Gordon Chambers, detektiv
- Peter Murnik kao detektiv Roy Carver
- Lena Olin kao Annaliese Stilman, čelnica sveučilišta u Bostonu i djevojka Wendy Carr
- Thomas Francis Murphy kao detektiv McGraw
- Cameron Britton kao Edmund Kemper, serijski ubojica s kojim razgovaraju Ford i Tench
- Sam Strike kao Monte Rissell, serijski ubojica s kojim razgovaraju Ford i Tench
- Happy Anderson kao Jerry Brudos, serijski ubojica s kojim razgovaraju Ford i Tench
- Jack Erdie kao Richard Speck, masovni ubojica s kojim razgovaraju Ford i Tench
- Sonny Valicenti kao Dennis Rader, serijski ubojica[10]

## Razvoj i produkcija
U veljači 2016. godine kabelski program Netflix službeno je objavio da će produkcija televizijske serije Mindhunter biti smještena u Pittsburghu (država Pennsylvania). Snimanje serije započelo je u svibnju 2016. godine, a u razdoblju od 16. travnja do 25. lipnja održavane su audicije za uloge. Serija je obnovljena za drugu sezonu prije nego što je prva imala svoju premijeru na Netflixu.
Lik Holdena Forda temeljen je na FBI agentu Johnu E. Douglasu, a lik Billa Tencha je temeljen na pionirskom FBI agentu Robertu K. Ressleru. Lik doktorice Wendy Carr temeljen je na psihijatrici, ujedno i forenzičkoj istražiteljici Dr. Ann Wolbert Burgess, istaknutoj profesorici sveučilišta u Bostonu koja je surađivala s FBI agentima iz odjela bihevioralne znanosti i istraživala serijske ubojice, serijske silovatelje te zlostavljače djece. Njezin rad temeljen je na tretmanu preživjelih zbog seksualnih trauma i zlostavljanja te proučavanju procesa razmišljanja onih koji počinjavaju nasilne zločine. Likovi serijskih ubojica koji se pojavljuju u seriji temeljeni su na stvarnim, osuđenim kriminalcima, a scene čija se radnja odvija u zatvorima bazirane su na stvarnim intervjuima s tim osobama.

## Kritike
Na popularnoj internetskoj stranici Metacritic koja se bavi prikupljanjem kritika, prva sezona serije Mindhunter ima prosječnu ocjenu 78/100 temeljenu na 24 zaprimljena teksta. Na drugoj stranici koja se također bavi prikupljanjem kritika, Rotten Tomatoes, prva sezona ima 96% pozitivnih ocjena temeljenih na 70 zaprimljenih tekstova uz prosječnu ocjenu 7.67/10. Zajedničko mišljenje kritičara te stranice je da se "serija Mindhunter razlikuje od ostalih istog ili sličnog žanra zbog ambicioznih kinematografskih vizuala i pedantne posvećenosti razvoju likova".
Prva sezona serije Mindhunter proglašena je jednim od najboljih televizijskih programa 2017. godine od strane časopisa Time, The Guardian, The Daily Telegraph, New York Observer, Slant Magazine, Vanity Fair, Vogue, Yahoo i The Independent. Na godišnjoj listi internetske stranice Metacritic serija je zauzela deseto mjesto najboljih televizijskih serija 2017. godine, a koja je sačinjena od rangiranja različitih kritičara i publikacija.

## Vanjske poveznice
- Mindhunter na Internet Movie Databaseu